# 金澤章太
金澤 章太（かなざわ しょうた、1987年6月24日 - ）は、日本の元ラグビー選手。明治大学ラグビー部に所属していた。現役時代のポジションはスクラムハーフ。

## 来歴
東京都立川市出身。
2006年、私立國學院久我山高校卒業後、明治大学へ入学し、ラグビー部に加入。明治大学時代の同級生には西原忠佑、鎌田祐太郎らがいる。2009年度は主将を務めた。
2010年、明治大学卒業後、東京電力ラグビー部に加入。2015年、現役引退。
ラグビー選手の現役末期からトレイルランニングにも挑戦しており、初めて出場したスリーピークス八ヶ岳トレイルでは307位の結果だった。
2020年、明治大学時代のチームメイトである野上貴俊と共同で合同会社フォーキャッシュを設立。